# Ґрендель
Ґрендель — один з головних героїв англосаксонського героїчного епосу Беовульф.

## Короткий опис
Ґрендель був чудовиськом, яке непокоїло Данське королівство в часи правління короля Хротгара. Сила Ґренделя полягала в тому, що звичайні люди не могли заподіяти йому шкоду будь-якою зброєю. Згідно з легендою, Беовульф перемагає Ґренделя, коли герой саме гостював при данському дворі. Беовульф відірвав під час бою одну з лап чудовиська, змусивши його втікати. Як трофей Беовульф приніс королю величезну голову потвори.
Етимологія назви Ґрендель не ясна до кінця. Згідно з деякими припущеннями означає «згризаючий зуби». Інші дослідники виводять це ім'я від англійського grand («пісок, морське дно»), що було б логічним, враховуючи місце проживання Ґренделя і його матері.
Етимологія імені Ґрендель може також вказувати на зв'язок зі словотворчим «Grind», тобто подрібнення, яке було використане в інтерпретації назви «різак», «подріблювач», тобто: подрібнювач людських кісток.